# ماتیاس ورشاوه
ماتیاس ورشاوه (انگلیسی: Matthias Verschave؛ زادهٔ ۲۴ دسامبر ۱۹۷۷) بازیکن فوتبال اهل فرانسه است.
از باشگاه‌هایی که در آن بازی کرده‌است می‌توان به باشگاه فوتبال استاد برستوا ۲۹، باشگاه فوتبال سوانزی سیتی، باشگاه فوتبال کلرمون فوت، باشگاه فوتبال استاد رنس، باشگاه فوتبال پاری سن ژرمن، و باشگاه فوتبال نیم المپیک اشاره کرد.